# Sphyrapicus ruber
El chupasavia pechirrojo (Sphyrapicus ruber) es un pájaro carpintero de tamaño medio de los bosques de la costa oeste de América del Norte.

## Descripción
Los adultos tienen roja la cabeza y parte superior del pecho; el vientre inferior es blanco. Su dorso y las alas son negras, los chupasavia pechirrojos anidan en cavidades de árboles. Las aves del norte migran a las zonas del sur del rango, mientras que las aves en la costa suelen ser residentes permanentes. Al igual que otros chupasavia, estas aves perforan agujeros en los árboles y beben la savia, así como los insectos atraídos por ella. A veces atrapan insectos en vuelo. También se alimentan de semillas y bayas. Estas aves se cruzan con el chupasavias nuquirrojo o chupasavias norteño en aquellas zonas donde sus territorios se solapan.

## Taxonomía y sistemática
Hasta hace poco, el chupasavia pechirrojo y el chupasavia nuquirrojo se consideraron una sola especie. Los chupasavias están en la familia  Picidae, o de los pájaro carpintero, en el orden Piciformes.

### Subespecies
- Aves del norte, S. r. ruber, poseen franjas amarillas en su dorso y zona ventral superior amarilla.
- Aves del sur, S. r. daggetti, poseen franjas blancas en su dorso y zona ventral pálida.

Las franjas en las alas son blancas en ambas variantes.

## Distribución y hábitat

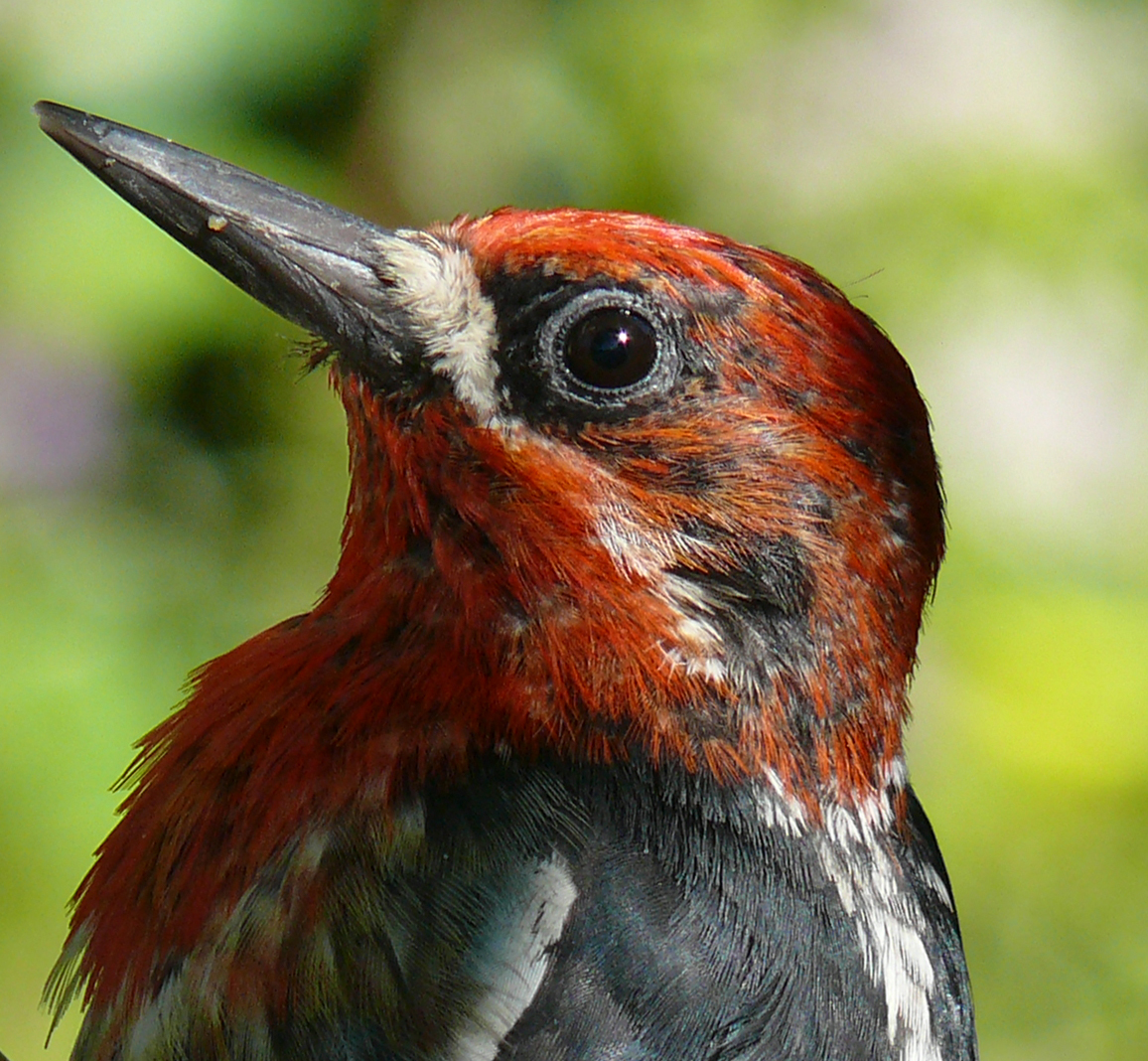
En la Columbia Británica, Canadá.

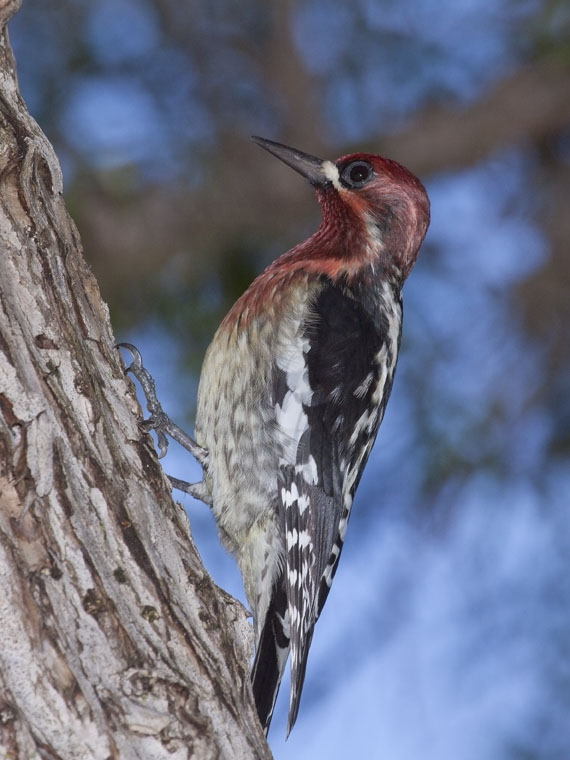
En California, USA.

Esta especie se reproduce desde el sureste de Alaska y la Columbia Británica hacia el sur a través de la Montañas Costeras del oeste de Washington y Oregon y el norte de California. El hábitat de reproducción es generalmente bosque que incluye pino, tsuga, abeto Douglas y abeto.

### Migración
Las aves del norte que se reproducen allí emigran al sur en el invierno, y los individuos que se reproducen en el interior y las tierras altas a menudo se desplazan hacia las tierras bajas costeras en invierno, donde el clima es más benigno. El hábitat invernal por lo general son bosques caducifolios o de coníferas. El rango invernal de esta especie se extiende por el sur hasta Baja California en México.

## Ecología
El Chupasavia Pechirrojo prefiere bosques maduros. Requieren de árboles vivos para proporcionar la savia de la cual se alimentan.

### Alimentación
La lengua de un chupasavia está adaptada con cerdas rígidas para recoger la savia. Los chupasavias pechirrojos visitan el mismo árbol varias veces, perforan agujeros en hileras horizontales ordenadas. Un ave se irá y regresará más tarde, cuando la savia comience a fluir por los agujeros del árbol. También se comen los insectos atraídos por la savia.

### Reproducción
El Chupasavia Pechirrojo comienza a trabajar en su nido en un árbol muerto, por lo general un árbol de hoja caduca, en abril o mayo, y produce una cría por temporada. La hembra pone de 4 a 7 huevos de color blanco puro. Ambos padres alimentan a los jóvenes, y los jóvenes abandonan el nido a 23-28 días de edad.

## Comportamiento
Estas aves hacen varios sonidos; sus vocalizaciones incluyen una variedad de parloteo. Muchos de estos sonidos sirven para marcar el territorio y atraer a su pareja. Esto se suma al sonido producido al perforar los agujeros para la alimentación y al excavar cavidades de anidamiento.